# Jan Zajíc

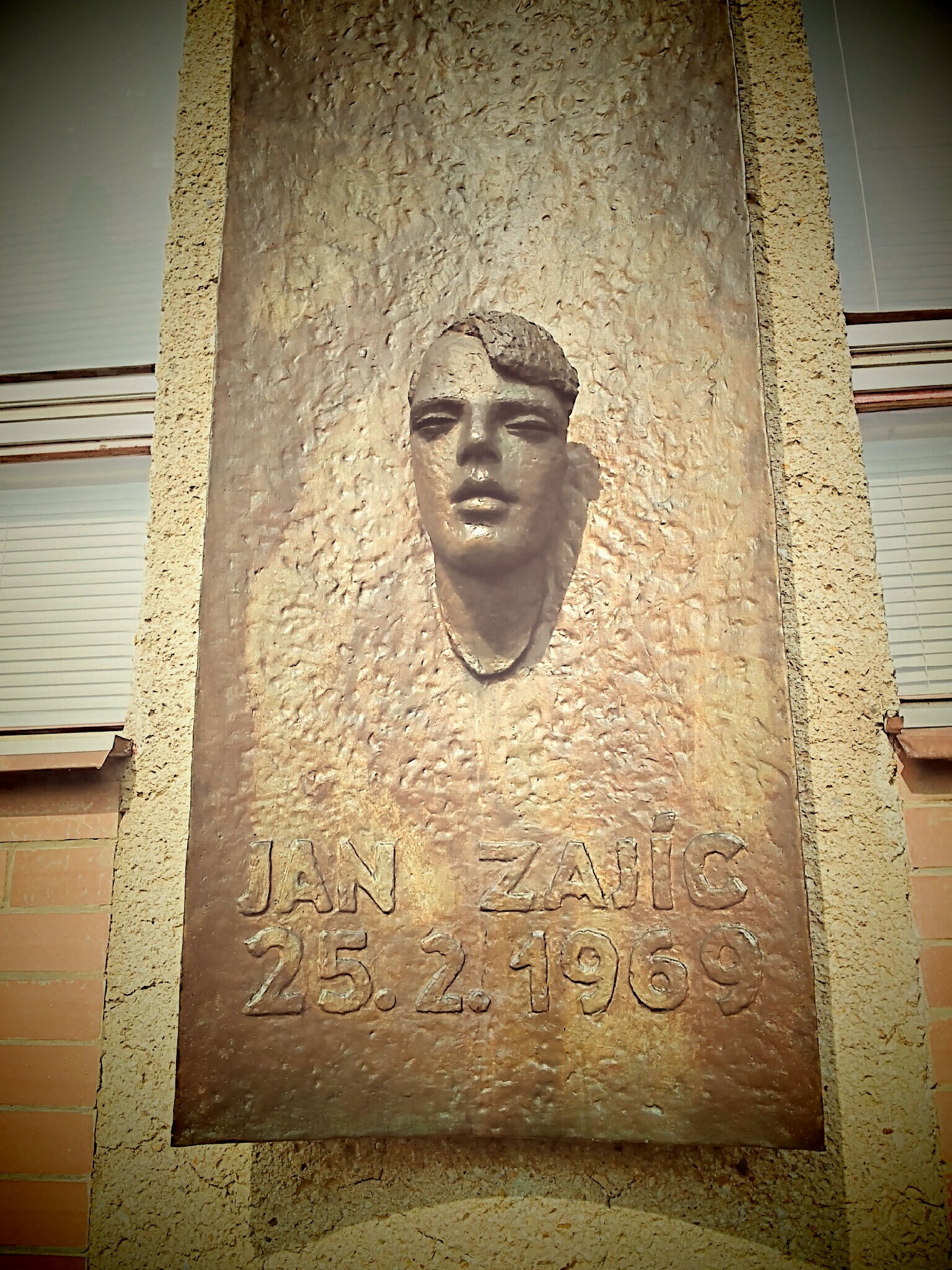
Jan Zajíc na budově bývalé Střední průmyslové školy železniční v Šumperku (dnes VOŠ a SPŠ Šumperk)

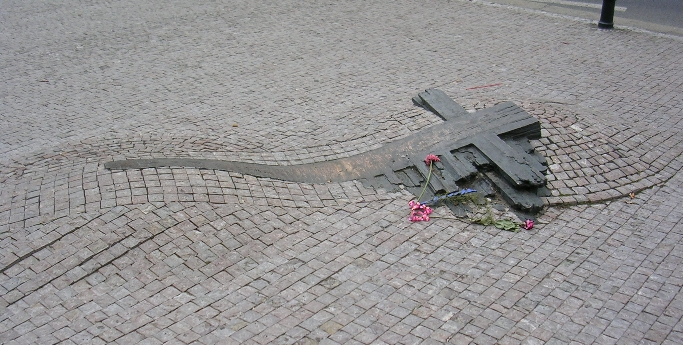
Pomník Jana Palacha a Jana Zajíce v dlažbě před Národním muzeem, odhalený 16. ledna 2000

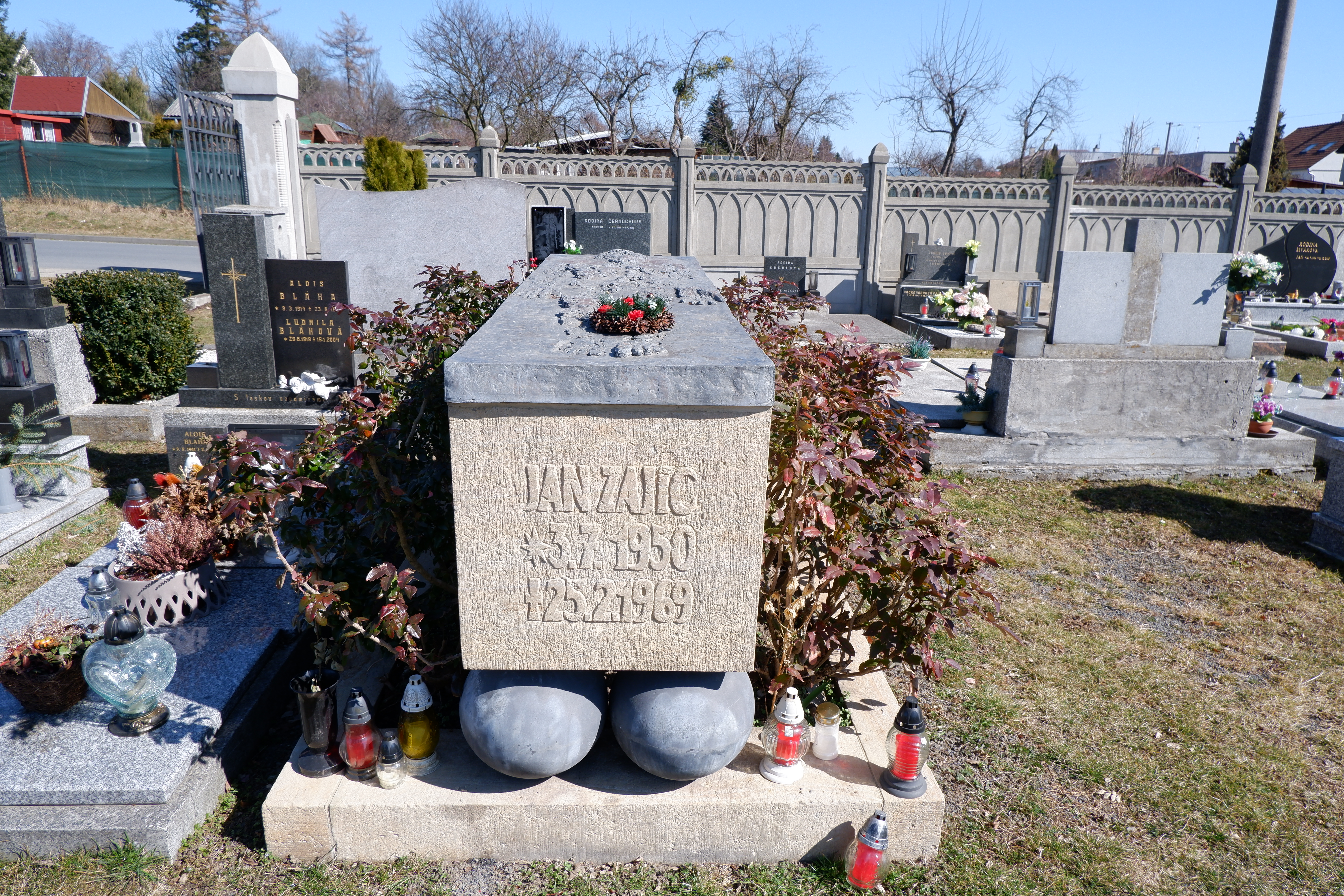
Hrob Jana Zajíce na hřbitově ve Vítkově

Jan Zajíc (3. července 1950 Vítkov – 25. února 1969 Praha) byl český student, jenž po vzoru Jana Palacha provedl sebevražedný protest právě v den 21. výročí komunistického puče, v únoru 1969 na Václavském náměstí v Praze. Upálil se na protest proti normalizaci a cenzuře poté, co nebyly splněny požadavky Jana Palacha. Čin provedl v průchodu poblíž tehdejších kin Letka a Čas. Byl označen za Pochodeň č. 2.

## Život
Narodil se v rodině učitelky Marty (1916–1998) a prodavače Jaroslava (1917–2011) Zajícových. V roce 1965 začal studovat na střední průmyslové škole železniční v Šumperku. Během studia se zajímal živě o literaturu i poezii, sám se pokoušel psát básně. Během období pražského jara s nadšením podporoval uvolnění ve společnosti.

## Sebeupálení
Po sebeupálení Jana Palacha se zúčastnil protestní hladovky (na Václavském náměstí v Praze ve stanu u kašny, hlídané příslušníky SNB, kteří rozháněli kolemjdoucí zájemce o vystavený text), kterou ukončil v den Palachova pohřbu. Přibližně o měsíc později, zklamán pokračující normalizací i tím, že Palachův čin neměl za následek žádnou dlouhodobější reakci ve společnosti, se rozhodl Jana Palacha následovat. Není známo, zda stavěl též na činu plzeňského pivovarského dělníka Josefa Hlavatého, který se 20. ledna 1969 upálil na pomníku T. G. Masaryka v Plzni a zemřel právě v den pohřbu Jana Palacha. Původně uvažoval, že se upálí 1. března, ale nakonec zvolil symbolické datum 25. února. Kromě výročí 21 let od komunistického převratu šlo také o výročí jednoho měsíce od pohřbu Jana Palacha.
25. února 1969 se vydal vlakem do Prahy. V horní části Václavského náměstí se toho dne asi v půl druhé odpoledne v průjezdu domu čp. 821/39 polil benzínovým čističem a zapálil se. Chtěl vyběhnout na Václavské náměstí, ale ztratil orientaci a uhořel v domě na schodech.
Státní bezpečnost zabránila tomu, aby byl Zajíc pohřben v Praze, jak si Jan Zajíc přál, protože se obávala dalších demonstrací, podobně jako v případě Jana Palacha. Jeho ostatky byly převezeny do rodného Vítkova, kde byl 2. března 1969 pohřben. Církevní pohřeb vedl P. Josef Krakovič (1918–1986), tehdejší duchovní správce vítkovské farnosti.
V dopisech, které Jan Zajíc zanechal na rozloučenou, stálo:
| „ | Maminko, tatínku, bratře, sestřičko! Až budete číst tento dopis, budu už mrtev nebo velmi blízko smrti. Vím, jak velmi vážnou ránu vám svým činem způsobím, ale nezlobte se na mne. Želbohu, nejsme na světě jenom sami. Nedělám to proto, že by mne omrzel život, ale právě proto, že si ho až příliš vážím. Svým činem ho snad zajistím lepší. Znám cenu života a vím, že je to to nejdražší. Ale já hodně chci pro vás, pro všechny, a proto musím hodně platit. Po mém činu nepodléhejte malomyslnosti, ať se Jacek učí víc a Martička taky. Nesmíte se nikdy smířit s nespravedlností, ať je jakákoliv. Moje smrt vás k tomu zavazuje. Je mi líto, že už nikdy neuvidím vás ani to, co jsem měl tak rád. Odpusťte, že jsem se s vámi tolik hádal. Nenechejte ze mě udělat blázna. Pozdravujte kluky, řeku a les. | “ |

| „ | Občané Republiky československé: Protože se navzdory činu JANA PALACHA vrací náš život do starých kolejí, rozhodl jsem se, že vyburcuji vaše svědomí jako POCHODEŇ č. 2. Nedělám to proto, aby mne někdo oplakával, nebo proto, abych byl slavný, anebo snad, že jsem se zbláznil. K tomuto činu jsem se odhodlal proto, abyste se už vážně vzchopili a nedali s sebou vláčet několika diktátory! Pamatujte: Když někomu vystoupí voda nad hlavu, je už jedno o kolik." Nemáme se čeho bát - jedině smrti. Ale: "Smrt není zlá, strašné je jenom umírání." A toto je pomalé umírání národní svobody. Nenechte si hrdý a krásný český a slovenský lide diktovat, s kým navěky půjdeš! Vy všichni, na které můj čin zapůsobí a kteří nechcete, aby byly další oběti, uposlechněte následující výzvy! STÁVKUJTE, BOJUJTE! "KDO NEBOJUJE, NEZVÍTĚZÍ!" Nemám na mysli jen ozbrojený boj. Ať moje pochodeň zapálí Vaše srdce a osvítí Váš rozum! Ať moje pochodeň svítí na cestu k svobodnému a šťastnému ČESKOSLOVENSKU. Měli jsme dvě šance a obě jsme promarnili. Vytvářím šanci třetí (první šancí měl J.Z. na mysli moskevská jednání, druhou pak smrt Jana Palacha). NEZAHAZUJTE JI! Jen tak budu žít dál. UMŘEL JEN TEN, KDO ŽIL PRO SEBE!!! | “ |

Jaroslav Zajíc, starší bratr Jana Zajíce, v rozhovoru pro ČT24 uvedl, že jeho bratr před činem svým příbuzným nic nenaznačil, ale o činu vědělo pár vyučujících a spolužáků. Jaroslav Zajíc sdělil, že tato událost pro něj a jeho příbuzenstvo navždy zůstane otevřená. Matka Marta Zajícová se psychicky zhroutila a o rok později byla vyhozena z práce, mladší sestra Jana Zajíce nemohla studovat na vysoké škole, přestože měla výborný prospěch.
Podle tvrzení publicisty a novináře Patrika Eichlera v debatě na ČT24 z 16. ledna 2014 byl na místě Zajícova činu nalezen seznam osob, které jej snad měly následovat, a jednu svou spolužačku prý přemluvil, aby se upálila 8. března 1969, k čemuž ale nakonec nedošlo.
Hned v době sametové revoluce byl na ploše náměstí před sochou Sv. Václava zřízen prostý pomník (deska ve stávajícím květinovém žulovém kruhu) na Palachovu a Zajícovu památku s jejich životními daty. V rodném Vítkově po něm bylo pojmenováno náměstí a na pražské Letné přejmenována Komsomolská ulice na Jana Zajíce. V Šumperku bylo po něm pojmenováno náměstí, které se nachází v areálu bývalých sovětských kasáren. V roce 1998 obdržel čestnou Medaili T. G. Masaryka Masarykova demokratického hnutí za věrnost jeho odkazu a vzápětí od prezidenta Václava Havla Řád T. G. Masaryka in memoriam.

## Odkaz Jana Zajíce
Na počest jeho oběti po něm bylo v rodném Vítkově pojmenováno náměstí. Stalo se tak po pádu komunistického režimu. Dříve neslo náměstí název náměstí Rudé armády, čímž byl efekt přejmenování ještě více znásoben.

### Cena Jana Zajíce
Město Vítkov od roku 1993 pravidelně uděluje Cenu Jana Zajíce. Cena je udělována za hrdinský čin, záchranu lidského života, mimořádné studijní či pracovní výsledky, vítězství a úspěchy v olympiádách a soutěžích všech druhů, forem a stupňů, publikační, uměleckou a charitativní činnost. Cena se údílí ve dvou kategoriích, do 15 let a 15-20 let. Do dnešní doby bylo oceněno více než 35 žáků a studentů.